# Hockeria vetusta
Hockeria vetusta är en stekelart som först beskrevs av Dufour 1861.  Hockeria vetusta ingår i släktet Hockeria och familjen bredlårsteklar. Inga underarter finns listade i Catalogue of Life.